# 무성 연구개 접근음
무성 연구개 접근음(無聲軟口蓋接近音)은 자음의 하나로 연구개에서 조음하는 접근음이다.